# Dănuț Coman
Dănuț Dumitru Coman (czyt. danuć koman) (ur. 28 marca 1979 roku w Stefănești) – rumuński piłkarz, występujący na pozycji bramkarza. Jest wychowankiem klubu Argeș Pitești, w którym - z krótką przerwą w sezonie 1998–1999 - występował przez dziewięć lat, do końca 2004 roku. Wówczas trafił do Rapidu Bukareszt. Dobre występy w Divizii A pozwoliły mu w listopadzie 2005 roku zadebiutować w reprezentacji Rumunii. Wcześniej był zawodnikiem drużyny U-21, w której rozegrał 25 meczów. W 2006 roku występował w kadrze na przemian z dotychczasowym pierwszym bramkarzem Bogdanem Lobonțem. W latach 2008–2010 był zawodnikiem FC Brașov. W 2010 roku wrócił do Rapidu. W 2012 roku przeszedł do FC Vaslui. W 2013 roku został zawodnikiem Astry Giurgiu. W 2015 zakończył karierę. Następnie został prezesem Astry.
Jego ojciec, Narciș Coman, również był bramkarzem.

## Sukcesy piłkarskie
- wicemistrzostwo Rumunii 2006 i Puchar Rumunii 2006 z Rapidem Bukareszt